# لابوت
لابوت (بالسيريلية الصربية: Лапот) هي مُمارسة أسطورية لقتل كبار السن في صربيا، كانت تتمثّل في قتل الوالدين، أو غيرهم من أفراد الأسرة المسنين، بمجرد أن يصبحوا عبئًا ماليًا على الأسرة. وفقًا ل«تي آر جورجيفيتش»، الذي كتب في عام 1918 عن المرتفعات الشرقية لصربيا في منطقة زاييتشار، فإنّ الممارسة كانت بواسطة فأس أو عصا، وكانت القرية تُدعى بأكملها للحضور.

يقترح جورجيفيتش أن هذه الأسطورة ربما نشأت في الحكايات المحيطة بالاحتلال الروماني للقلاع المحلية.
كان الرومان... أناسًا عدوانيين جدًا. أمر زعيمهم جميع أصحاب الحصن حتى سن الأربعين بأن يكونوا مقاتلين نشطين، ومن الأربعين إلى الخمسين ليكونوا حراسًا للقلعة، وبعد الخمسين يُقتلون، لأنهم لا قيمة عسكرية لهم. منذ تلك الفترة قُتل الرجال المُسنّون.

ذكرت عالمة الأنثروبولوجيا سينكا كوفاتش، في دراسة عن الشيخوخة، أن اسم «لابوت» يطلق على هذه العادة المتمثلة في قتل كبار السن في شرق صربيا.
ذُكرت هذه الممارسة في مسلسل دراما وثائقي عُرض سنة 1972 بعنوان (Legenda o Lapotu) للمخرج جوران باسكالجيفيتش، حيث يُقتل رجل مسن لم يعد بإمكانه العمل. حصلت رواية بعنوان (لابوت) عام 1992 لزيفوين بافلوفيتش على جائزة NIN الصربية. في عام 2004 ذكرت وكالة الأنباء الإيطالية أنسا من بلغراد أن محاولة من قبل الحكومة الصربية لإدخال قانون يقيد التوزيع المجاني للأدوية المنقذة للحياة لمن هم فوق الستينيات، وقد وصفتها وسائل الإعلام الصربية بأنها حالة مُشابهة لمُمارسة «لابوت».